# Heather Anderson (política)
Heather Anderson (nascida em 31 de janeiro de 1959 em Dundee) é uma política escocesa que serviu brevemente como membro do Parlamento Europeu (MEP) pelo eleitorado da Escócia no final de janeiro de 2020.

## Carreira política
Anderson foi eleita conselheira do distrito de Tweeddale West na eleição de 2017 para a Scottish Borders Council.
Ela foi originalmente colocada em quinto lugar na lista do Partido Nacional Escocês para a eleição de 2019 do Parlamento Europeu, na qual o partido ganhou três cadeiras. No entanto, após a eleição para a Câmara dos Comuns do Reino Unido do primeiro colocado Alyn Smith nas eleições gerais do Reino Unido de 2019, ele deixou de ser um MEP, uma vez que um indivíduo não pode servir como representante tanto na legislatura de um estado-membro quanto no Parlamento Europeu. Margaret Ferrier, quarta colocada, também foi eleita para o parlamento do Reino Unido na mesma eleição. Isso tornou Anderson elegível para a vaga, que ela assumiu em 27 de janeiro de 2020. Ela, no entanto, serviria como MPE por apenas quatro dias, até 31 de janeiro, quando o processo Brexit foi concluído.

## Vida pessoal
Anderson é uma agricultora orgânica que possui a sua própria produção e um açougue em Scottish Borders.